# Beta Capricorni
Beta Capricorni (β Capricorni, förkortat Beta Cap, β Cap) som är stjärnans Bayerbeteckning, är en multipelstjärna belägen i den nordvästra delen av stjärnbilden Stenbocken. Den har en skenbar magnitud på 3,05 och är synlig för blotta ögat. Baserat på parallaxmätning inom Hipparcosuppdraget på ca 9,9 mas, beräknas den befinna sig på ett avstånd av ca 328 ljusår (ca 101 parsek) från solen. Då den befinner sig nära ekliptikan kan Beta Capricorni ockulteras av månen, och, mera sällan, av någon planet.

## Nomenklatur
Beteckningarna för konstellationens delkomponenter är Beta Capricorni Aa, Ab, Ac, B, C, D och E som är härledda från konventionen som används av Washington Multiplicity Catalog (WMC) för multipelstjärnor och antagits av International Astronomical Union (IAU).
Beta Capricorni har det traditionella namnet Dabih, som kommer från den arabiska الذابح al-dhābiḥ "slaktaren", med Beta¹ och Beta², även benämnda Dabih Major respektive Dabih Minor. År 2016 anordnade IAU en arbetsgrupp för stjärnnamn (WGSN) med uppgift att katalogisera och standardisera riktiga namn för stjärnor. WGSN fastställde namnet Dabih för Beta¹ Capricorni den 21 augusti 2016 vilket nu är inskrivet i IAU:s Catalog of Star Names.

## Sammansättning
Med kikare eller ett litet teleskop kan Beta Capricorni upplösas i ett binärt system. Den ljusare av de två komponenterna betecknas Beta1 Capricorni och den svagare, Beta² Capricorni. Båda dessa komponenter består själva av flera stjärnor. Beta1 Capricorni har minst tre komponenter, dominerade av ett par stjärnor, betecknade Beta1 Capricorni Aa och Beta1 Capricorni Ab. Det anses att Aa-komponenten är i sig flera stjärnor och Ab-komponenten har en annan, osynlig följeslagare, Beta1 Capricorni Ac. Beta² Capricorni är en dubbelstjärna, med komponenter betecknade Beta² Capricorni B och Beta² Capricorni C.
Två andra närliggande stjärnor upptäcktes av John Herschel, vilka ibland betecknas Beta Capricorni D och E, men det är oklart huruvida de endast är optiska dubbelstjärnor eller delar av konstellationen Beta Capricorni.

## Egenskaper
Beta¹ Capricorni har en skenbar magnitud av +3,05, medan Beta² Capricorni har +6,09. De två komponenterna är separerade med 3,5 bågminuter och har ett avstånd på åtminstone 21 000 AE (0,34 ljusår). De tar ungefär 700 000 år på sig för att slutföra en omloppsbana.

### Beta1 Capricorni
Beta¹ Capricorni är den mer komplexa av paret och har ett spektrum som är svårt att tolka. Den dominerande i stjärnparet är den orangea ljusstarka jättestjärnan Beta Capricorni Aa, av spektraltyp K, med en magnitud +3,08, och den blåvita stjärnan i huvudserien av spektraltyp B, Beta Capricorni Ab, med magnitud +7,20. De är separerade med 0,05 bågsekunder (5 AE) och har en omloppsperiod på 3,77 år.
Aa-komponenten har en yttemperatur på ca 4 900 K, en radie som är 35 gånger större än solens, och utsänder från dess fotosfär ca 600 gånger mera energi än solen. Ab-komponentens osynliga följeslagare, Beta Capricorni Ac, kretsar runt Ab med en omloppsperiod på 8,7 dygn.

### Beta2 Capricorni
Beta² Capricorni är enklare och mera studerad. Dess ljusare komponent, Beta² Capricorni B, har en magnitud på 6,1 och är en blå till vit jättestjärna av spektraltyp A0 med en energiutstrålning som är 40 gånger större än solens. Komponenten Beta² Capricorni C är separerad med ca 3 bågsekunder från B. B är ovanlig genom att den har stora mängder kvicksilver och mangan i dess atmosfär.

### Beta Capricorni D och E
Dessa stjärnor är separerade med ca 112 bågsekunder från Beta Capricorni.